# 離職率
離職率（りしょくりつ、英: employee turnover, employee churn rate）は、ある時点で仕事に就いていた労働者のうち、一定の期間（たとえば、ひと月、ないし、1年なり3年）のうちに、どれくらいがその仕事を離れたかを比率として表わす指標。この値が極端に高ければ、労働者がその仕事に定着しにくく、入れ替わっていくことが常態化していることが含意され、逆に極端に低ければ、労働者がその仕事に定着し、転職や産業間の労働力移動が行なわれにくくなっていることが示唆される。離職率の定義、ないし、計算方法は、これを求める目的や、得られる統計の状態によって多様なものとなるため、異なる目的で、異なる主体が公表する離職率の値は、単純に比較することはできない。
離職率と同じ現象を、逆に、どれくらいの労働者がその仕事に残っているかという観点で捉える場合は定着率という表現が用いられる。

## 企業における離職率
ひとつの企業に注目する場合の離職率は、ある時点でその企業に雇用されている労働者のうち、一定期間の間に雇用関係を解消し、職を離れた者の比率、と捉えられる。起算日（期首など）から、一定期間（例えば、1年間）の離職者数を、起算日における在職者数で除するのが一般的な方法であるが、新入社員について3年間程度の期間で離職率を求めたり、中途入社した者について、それぞれの入職の時点を起算日として計算することもよくある。また、分母についても、期中に入職してすぐに離職する者の存在を考慮して、期首雇用者数に期中入職者数を加算する方法や、期首と期末の雇用者数の平均値を用いる方法もある。
企業への就職希望者は、その企業の労働環境を判断する材料のひとつとして離職率を考慮することが一般的であるが、特に内定を受けた者が離職率について尋ねる例が多いとされている。
一般的に、比較的短期間のうちに成果を上げることが求められる仕事では離職率は高くなる傾向があり、逆に長期的な技術の蓄積、熟練を要する仕事では離職率は低くなる傾向があるとされる。また、離職率が低い（定着率が高い）企業では、社員の勤続年数が長くなるが、これは人材が流動せず、組織が硬直化していることの反映とみることもできる。
雑誌『東洋経済』が、日本の主要企業について、新入社員の3年後における在職状況から作成したランキングによれば、鉱業、ゴム製品、電気・ガス、空運業、石油・石炭製品、非鉄金属、ガラス・土石製品、精密機器は離職率が10%以下と低く（定着率90%以上と高く）、逆に小売業、倉庫・運輸関連業、サービス業、不動産業、パルプ・紙、証券・先物取引のパルプ・紙を除く非製造業の離職率は20%以上と高い（定着率80%未満と低い）。
非製造業の離職率が高い理由は、人手不足を背景とした労働負担の増加など構造的な問題が離職率を上げてしまっていると推測される。同じく雑誌『東洋経済』がまとめたランキングによると、2010年から2015年の5年間で正社員を減らした企業ワースト3はランド (不動産会社)（99％）、ユニデンホールディングス（電気機器）（92％）、小僧寿し（92％）となっており、ワースト3のうち2つは確かに小売業・サービス業となっている。
離職率の計算には退職理由は考慮されないため、大量のリストラを実施したために離職率が上昇することもある。

## 労働市場における離職率
日本では、厚生労働省が労働市場の動向を捉える指標として離職率を計算し、公表している。
最も一般的なものは、雇用動向調査に基づいて算出されるものであり、そこでは離職率は「年初の常用労働者数に対する離職者数の割合」と定義されている。
これとは別に、毎月勤労統計調査に基づいて算出される入職率・離職率は、同一企業内の事業所間異動（転勤）も含めた当該月における当該事業所の労働者の増加・減少を前月末の労働者数で除した値である。
これら、厚生労働省が行なう調査は、抽出調査であり、離職率の計算は推計値に基づいて行なわれている。
厚生労働省は、新規学卒者の離職状況に関する統計も公表しているが、これは雇用保険の登録状況と労働者の年齢等から推計された値である。

## 資料
| 年卒           | 中学卒 | 高校卒 | 短大等卒 | 大学卒 |
| -------------- | ------ | ------ | -------- | ------ |
| 1987（昭和62） | 39.8   | 19.8   | 13.6     | 11.1   |
| 1990（平成02） | 43.0   | 21.6   | 14.2     | 10.3   |
| 1995（平成07） | 45.6   | 21.2   | 16,1     | 12.2   |
| 2000（平成12） | 49.3   | 26.3   | 19.3     | 15.7   |
| 2005（平成17） | 45.3   | 25.0   | 19.5     | 15.0   |
| 2010（平成22） | 41.3   | 19.5   | 18.1     | 12.2   |
| 2015（平成27） | 42.6   | 18.2   | 18.6     | 11.9   |
| 2018（平成30） | 34.9   | 16.8   | 17.8     | 11.6   |

| 年卒           | 中学卒 | 高校卒 | 短大等卒 | 大学卒 |
| -------------- | ------ | ------ | -------- | ------ |
| 1987（昭和62） | 64.5   | 46.2   | 38.4     | 28.4   |
| 1990（平成02） | 67.0   | 45.1   | 38.4     | 26.5   |
| 1995（平成07） | 70.3   | 46.6   | 41.1     | 32.0   |
| 2000（平成12） | 73.0   | 50.3   | 42.9     | 36.5   |
| 2005（平成17） | 66.7   | 47.9   | 43.8     | 35.9   |
| 2010（平成22） | 62.1   | 39.2   | 39.9     | 31.0   |
| 2015（平成27） | 64.1   | 39.3   | 41.5     | 31.8   |
| 2016（平成28） | 62.4   | 39.2   | 42.0     | 32.0   |

| 業種                               | 高校卒 | 短大等卒 | 大学卒 |
| ---------------------------------- | ------ | -------- | ------ |
| 鉱業、採石業、砂利採取業           | 24.3   | -        | 15.0   |
| 建設業                             | 45.3   | 41.8     | 27.8   |
| 製造業                             | 28.8   | 33.3     | 19.6   |
| 電気・ガス・熱供給・水道業         | 8.9    | 6.6      | 9.2    |
| 情報通信業                         | 41.8   | 37.8     | 28.8   |
| 運輸業、郵便業                     | 35.6   | 35.5     | 24.7   |
| 卸売業                             | 41.6   | 42.7     | 29.2   |
| 小売業                             | 49.4   | 47.3     | 37.4   |
| 金融・保険業                       | 29.5   | 30.7     | 23.0   |
| 不動産業、物品賃貸業               | 46.7   | 46.4     | 34.2   |
| 学術研究、専門・技術サービス業     | 38.2   | 46.1     | 32.8   |
| 宿泊業、飲食サービス業             | 62.9   | 57.4     | 50.4   |
| 生活関連サービス業、娯楽業         | 58.0   | 56.1     | 46.6   |
| 教育、学習支援業                   | 58.0   | 39.5     | 45.9   |
| 医療、福祉                         | 46.5   | 35.7     | 39.0   |
| 複合サービス事業                   | 26.9   | 29.6     | 27.2   |
| サービス業（他に分類されないもの） | 44.8   | 46.2     | 35.6   |
| その他                             | 55.5   | 56.1     | 64.7   |